# مولهايم أن در دوناو
مولهايم أو مُلْهَيم أن در دانوب (بالألمانية: Mühlheim an der Donau) هي مدينة وبلدة ألمانية تقع في ألمانيا في توتلينغن. يقدر عدد سكانها بـ 3,481 نسمة .